# جان جو دایکز
جان جو دایکز (انگلیسی: John Joe Dykes؛ ۳۰ اکتبر ۱۸۹۸ – ۲۵ ژوئن ۱۹۷۶) بازیکن فوتبال اهل ایرلند بود.
وی همچنین در تیم ملی فوتبال جمهوری ایرلند بازی کرده‌است.